# Hans Kammerlander
Hans Kammerlander (Campo Tures, 6 dicembre 1956) è un alpinista, esploratore, guida alpina e maestro di sci italiano.
È uno dei più forti alpinisti italiani degli anni ottanta e anni novanta, con la salita senza ossigeno supplementare di dodici dei quattordici ottomila (la tredicesima vetta in solitaria, quella dello Shisha Pangma, non è riconosciuta ufficialmente), sette dei quali insieme a Reinhold Messner. Con Messner ha compiuto inoltre il primo concatenamento assoluto di due ottomila: il Gasherbrum I e il Gasherbrum II nel 1984. Sci alpinista estremo, ha realizzato le prime discese assolute con gli sci del Nanga Parbat nel 1990 e dell'Everest nel 1996. A gennaio 2012 ha completato per primo la salita delle Second Seven Summits, le sette seconde cime più alte di tutti i continenti.

## Biografia

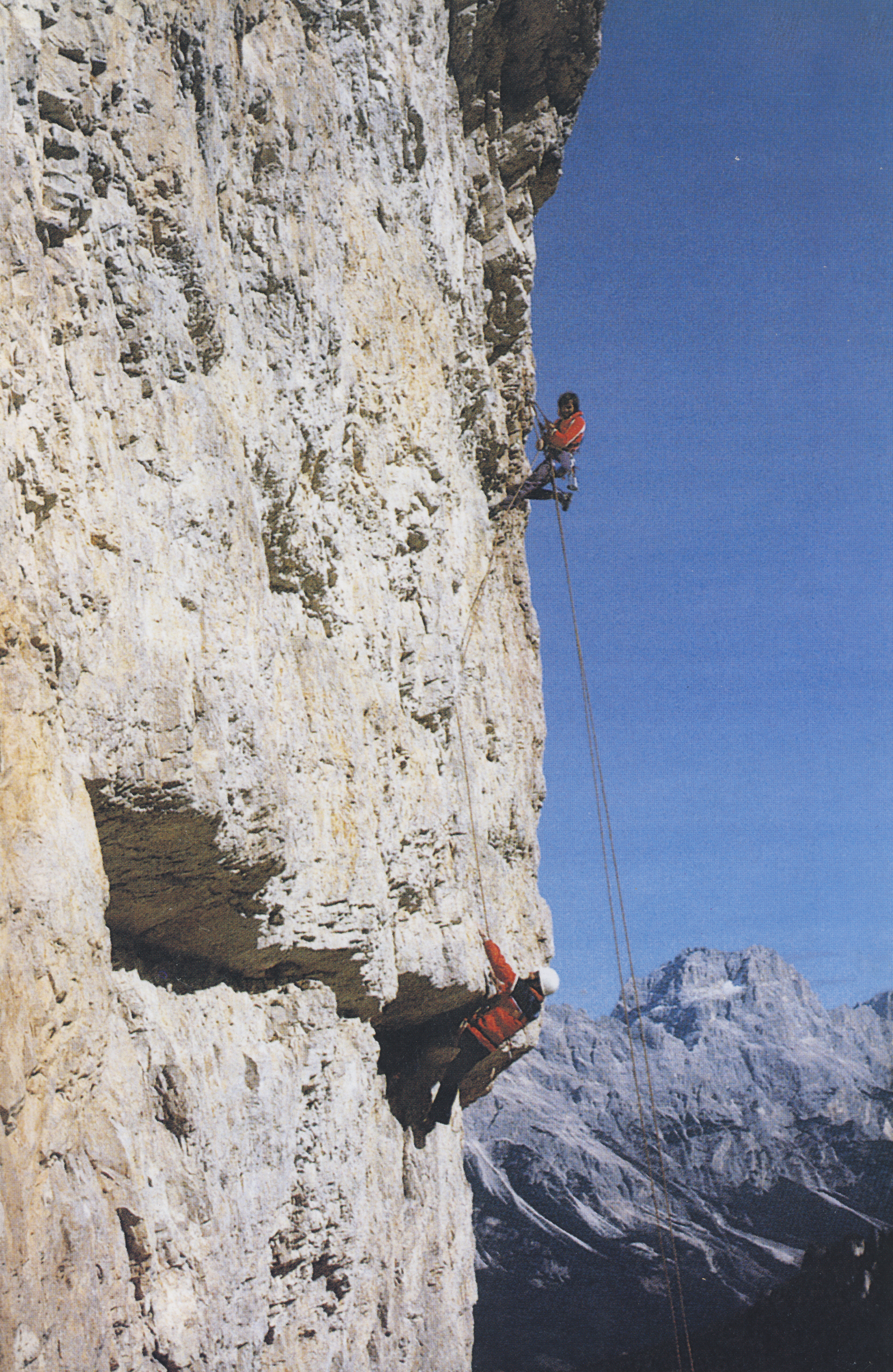
Kammerlander fa sicura al suo compagno di cordata alle Cinque Torri

Confronto delle Seven Second Summits con le Seven Summits e gli ottomila

Nato nella frazione di Acereto (Ahornach), presso Campo Tures, ha al suo attivo la salita di 12 ottomila metri senza l'utilizzo delle bombole d'ossigeno, e una tredicesima vetta in solitaria, quella dello Shisha Pangma, non riconosciuta ufficialmente. L'ottomila che manca al suo elenco è il Manaslu, 8.163 metri, tentato in una spedizione nel maggio 1991 compiuta con due alpinisti amici d'infanzia, entrambi deceduti durante la scalata. Grossrubatscher, tornato indietro da solo per difficoltà nel cammino, cadde e morì spezzandosi il collo. Mutschlechner morì invece colpito da un fulmine. Riguardo a tale impresa, nel 2001 a La Repubblica Kammerlander ha dichiarato: «odio questa montagna che mi ha strappato gli amici. Non lo farò, riaprirebbe ferite che preferisco dimenticare.»
Kammerlander è stato il primo uomo a scendere con gli sci dalla cima del Nanga Parbat (estate 1990) e dall'Everest (24 maggio 1996), quest'ultimo dopo averlo scalato dal versante nord, senza bombole di ossigeno e in solitaria, nel tempo Guinness world record di 16 ore e 45 minuti (lo sherpa Babu Chiri lo scalò in 16 ore e 56 minuti, dal versante sud).
È stato anche il primo uomo a intraprendere la discesa con gli sci dalla cima del K2 (2001). Dopo alcune centinaia di metri si è però fermato nella parte alta della parete a seguito del peggiorare delle condizioni climatiche e dello shock d'essere stato sfiorato dal corpo di un alpinista coreano con cui aveva condiviso la cima: precipitatogli improvvisamente sugli sci è stato poi ritrovato un migliaio di metri più in basso.
Ha effettuato nella sua carriera alpinistica circa 2500 scalate in tutto il mondo e 50 come prime ascensioni. È succeduto nel 1988 a Reinhold Messner alla guida della scuola alpina sudtirolese (Alpinschule Südtirol), carica che ha ricoperto fino al 2003.
Nel novembre 2013 è rimasto coinvolto in un grave incidente stradale tra sei auto, riportando una frattura multipla alla gamba destra con coinvolgimento del ginocchio e un forte shock. Nello stesso incidente è morto il ventunenne René Eppacher. Le indagini successive hanno rivelato un tasso alcolemico nel sangue dell'alpinista pari a 1,48 grammi, quasi tre volte il limite consentito. Intervistato sull'episodio durante le indagini, Kammerlander ha affermato di aver commesso un «errore enorme».
Negli anni 2000 Kammerlander, accompagnato dall'amico Toni Mutschlechner, intraprende il progetto di salire tutte le Second Seven Summits, ovvero riuscire a scalare le sette seconde cime più alte di tutti i continenti. Completa le salite il 3 gennaio 2012 con la scalata del Monte Tyree, divenendo il primo alpinista a essere riuscito in questa impresa, il risultato viene tuttavia contestato e accreditato nello stesso anno all'alpinista austriaco Christian Stangl.
Elenco delle sette seconde cime, per altitudine:
- K2 (8611 m) in Asia, scalato nel 2001;[14]
- Ojos del Salado (6893 m) in Sud America, scalato l'8 aprile 2009;
- Monte Logan (5959 m) in Nord America, scalato nel maggio 2010, ma non la vetta principale che sarà raggiunta solo due anni dopo;
- Dych-Tau (5205 m) in Europa, scalato nel 2010;
- Monte Kenya (5199 m) in Africa, scalato il 17 ottobre 2009;
- Monte Tyree (4852 m) in Antartide, scalato il 3 gennaio 2012;[2]
- Puncak Trikora (4750 m) in Oceania, scalato il 18 aprile 2011.
- Monte Logan (5959 m) in Nord America, scalato nel maggio 2012;

## Salite himalayane
Nella seguente tabella sono elencate le salite himalayane, compresi i tentativi falliti. Nella prima colonna sono numerate le salite degli ottomila, tutte avvenute senza ossigeno. Ha salito sette ottomila con Reinhold Messner.
| #  | Montagna      | Anno | Descrizione |
| -- | ------------- | ---- | --- |
| 1  | Cho Oyu       | 1983 | Nuova via sulla inviolata parete sud-est con Reinhold Messner e Michl Dacher. |
| 2  | Gasherbrum II | 1984 | Primo concatenamento Gasherbrum II - Gasherbrum I con Reinhold Messner, anche primo concatenamento assoluto di due ottomila. |
| 3  | Gasherbrum I  | 1984 | Concatenamento. |
| 4  | Dhaulagiri I  | 1985 | Salita con Reinhold Messner. |
| 5  | Annapurna I   | 1985 | Nuova via sulla inviolata parete nord-ovest con Reinhold Messner. |
| 6  | Makalu        | 1986 | Salita con Reinhold Messner e Friedl Mutschlechner. |
| 7  | Lhotse        | 1986 | Salita con Reinhold Messner. Per Messner si trattava del suo quattordicesimo ottomila. |
| 8  | Nanga Parbat  | 1990 | Salita per la parete Diamir e prima discesa assoluta con gli sci del Nanga Parbat. |
|    | Manaslu       | 1991 | Tentativo fallito. Perde i compagni Karl Grossrubatscher per una caduta e Friedl Mutschlechner colpito da un fulmine. |
|    | Shivling      | 1993 | Nuova via Kammerlander-Hainz sulla parete nord in 24 ore con Christoph Hainz. |
| 9  | Broad Peak    | 1994 | Salita in solitaria e discesa con gli sci dai 7000 metri. Il governo pakistano gli nega poi il permesso per la salita al K2 che aveva organizzato nella stessa spedizione. |
| 10 | Shisha Pangma | 1996 | Salita in solitaria (non riconosciuta ufficialmente). |
| 11 | Everest       | 1996 | Salita in solitaria per la cresta nord nel tempo record di 16h:45, tuttora il record di salita dell'Everest dal campo avanzato di 6400 metri. Prima discesa assoluta con gli sci dalla vetta dell'Everest.                                                                              |
| 12 | Kangchenjunga | 1998 | Salita con Konrad Auer e discesa con gli sci dai 7500 metri. |
|    | K2            | 1999 | Tentativo fallito a 170 metri dalla vetta per la troppa neve, salita con Hans Auer e Konrad Auer. |
|    | K2            | 2000 | Tentativo fallito per il maltempo a 300 metri dalla vetta, salita lungo la Via Cesen. |
| 13 | K2            | 2001 | Salita per la Via Cesen con Jean-Christophe Lafaille. Kammerlander scende con gli sci dalla vetta per i primi 400 metri, ma poi interrompe la discesa per la caduta mortale di un coreano che avviene nelle sue vicinanze. Era la quarta spedizione con cui Kammerlander tentava il K2. |
|    | Ama Dablam    | 2002 | Salita ripresa in diretta TV. |
|    | Nuptse Est    | 2003 | Tentativo fallito dell'allora inviolata montagna. Viene però risolto il pilastro centrale con Luis Brugger, Robert Alpögger e Konrad Auer. |
|    | Jasemba       | 2006 | Tentativo fallito. Durante la preparazione dei campi avanzati il compagno Luis Brugger precipita dalla montagna durante la discesa su una corda fissa. |
|    | Jasemba       | 2007 | Nuova via sulla inviolata parete sud con Karl Unterkircher. |

## Film
Ha recitato la parte dell'alpinista Hans Adler, nel film Grido di pietra di Werner Herzog del 1991.

## Opere
- Malato di montagna, Farigliano, Corbaccio, 2000. ISBN 88-7972-389-8
- Sopra e sotto - storie di montagna, Milano, Corbaccio, 2004. ISBN 88-7972-588-2
- Appeso a un filo di seta - il K2 e altre esperienze estreme, Milano, Corbaccio, 2005. ISBN 88-7972-689-7